# Porcellio ragusae
Porcellio ragusae är en kräftdjursart som beskrevs av Dollfus1896. Porcellio ragusae ingår i släktet Porcellio och familjen Porcellionidae. Inga underarter finns listade i Catalogue of Life.